# Ofensiva de Aragón
La ofensiva de Aragón fue una importante campaña militar de la guerra civil española iniciada apenas tres semanas después del fin de las hostilidades de la batalla de Teruel y llevada a cabo por las tropas del Ejército Franquista.
La ofensiva comenzó el 7 de marzo con una profunda penetración en la retaguardia republicana y para el 19 de abril se podía dar por concluida, tras la llegada del Ejército Franquista al mar Mediterráneo y el aislamiento de Cataluña. Esta campaña golpeó de lleno a las fuerzas republicanas del Ejército del Este, que sufrió graves pérdidas en hombres y equipo. Además de dividir en dos el territorio republicano, provocó una grave crisis interna del Gobierno Negrín y la caída del Ministro de Defensa Nacional, Indalecio Prieto, acusado de derrotismo. En aquel momento pareció que estaba próximo el final de la guerra, dada la gravedad de la derrota republicana.

## Antecedentes

### Situación táctica
La batalla de Teruel (diciembre de 1937-febrero de 1938) había acabado en una fuerte derrota para los republicanos y consumido los recursos bélicos del Ejército Popular Republicano. Al mismo tiempo, Franco redistribuyó sin pérdida de tiempo el grueso de sus fuerzas a lo largo del frente de Aragón, entre la propia ciudad de Teruel y el sur de la provincia de Huesca. Su objetivo era aprovechar su ventaja local para conquistar el resto de Aragón, al tiempo que sus fuerzas penetraban en Cataluña y Levante. El Ejército franquista fue capaz de reunir para esta campaña a más de 100.000 hombres, incluyendo a sus tropas mejor preparadas, que irían en vanguardia de la ofensiva.
Además de la superioridad del bando sublevado, este se encontraba mejor equipado y en mejor forma que su enemigo, cuyas tropas aún no habían podido recuperarse de las grandes pérdidas humanas y materiales sufridas en Teruel. En cuanto al apoyo aéreo, los rebeldes contaban con cerca de 950 aviones, 200 carros de combate y algunos miles de camiones. Y aparte de la ayuda de Alemania e Italia, Franco tenía la ventaja de contar con las industrias del norte de la península. Por su parte, la República Española recibía la ayuda soviética, pero ésta tardaba en llegar a tiempo, además dependía de la producción de armamento muy poco competente llevada a cabo por los anarquistas en Cataluña. Vicente Rojo reconocía que a pesar del enorme gasto que supuso, nuestra organización industrial era incapaz de completar la producción de ningún tipo de fusil, ametralladora o cañón....

### Fuerzas presentes
Franco había proyectado concienzudamente su ofensiva contra Aragón: Las fuerzas atacantes serían las del Ejército del Norte a las órdenes de Dávila, con el Coronel Vigón como jefe de Estado Mayor. Los Cuerpos de Ejército de Solchaga, Moscardó, Yagüe y Aranda llevarían el peso del ataque principal junto al CTV italiano del General Berti, mientras que la reserva estaría formada por las unidades de García Valiño y García Escámez. Varela, con el Cuerpo de Ejército de Castilla, estaría en Teruel dispuesto como reserva estratégica. La Legión Cóndor también se mantenía a la expectativa, habiendo renovado su material y equipo para la nueva campaña. El oficial alemán Von Thoma hubo de mediar ante Franco para que los tanques finalmente actuasen concentrados en masa de 200 tanques, y no repartidos en apoyo de la infantería.
Debido a las pérdidas materiales sufridas por los republicanos en la Batalla de Teruel, a la mitad de sus tropas les faltaban suficientes fusiles, y ya que las tropas de élite del Ejército Popular Republicano habían sido trasladadas a retaguardia para rearme y descanso, el frente era defendido por jóvenes tropas sin experiencia en combate. El rearme del Ejército Popular era cada día más complicado, ya que la ayuda soviética cada vez era más escasa.
Mientras tanto el bando sublevado había redistribuido sus tropas a lo largo del frente aragonés mucho más rápido de lo que había creído posible los generales republicanos, a pesar de las advertencias de sus espías. El alto mando seguía convencido de que Franco retomaría la ofensiva planeada previamente de atacar Madrid desde el norte de Guadalajara. Otro error cometido por los republicanos fue creer que las tropas sublevadas estaban tan agotadas del combate como lo estaba el propio Ejército Popular.

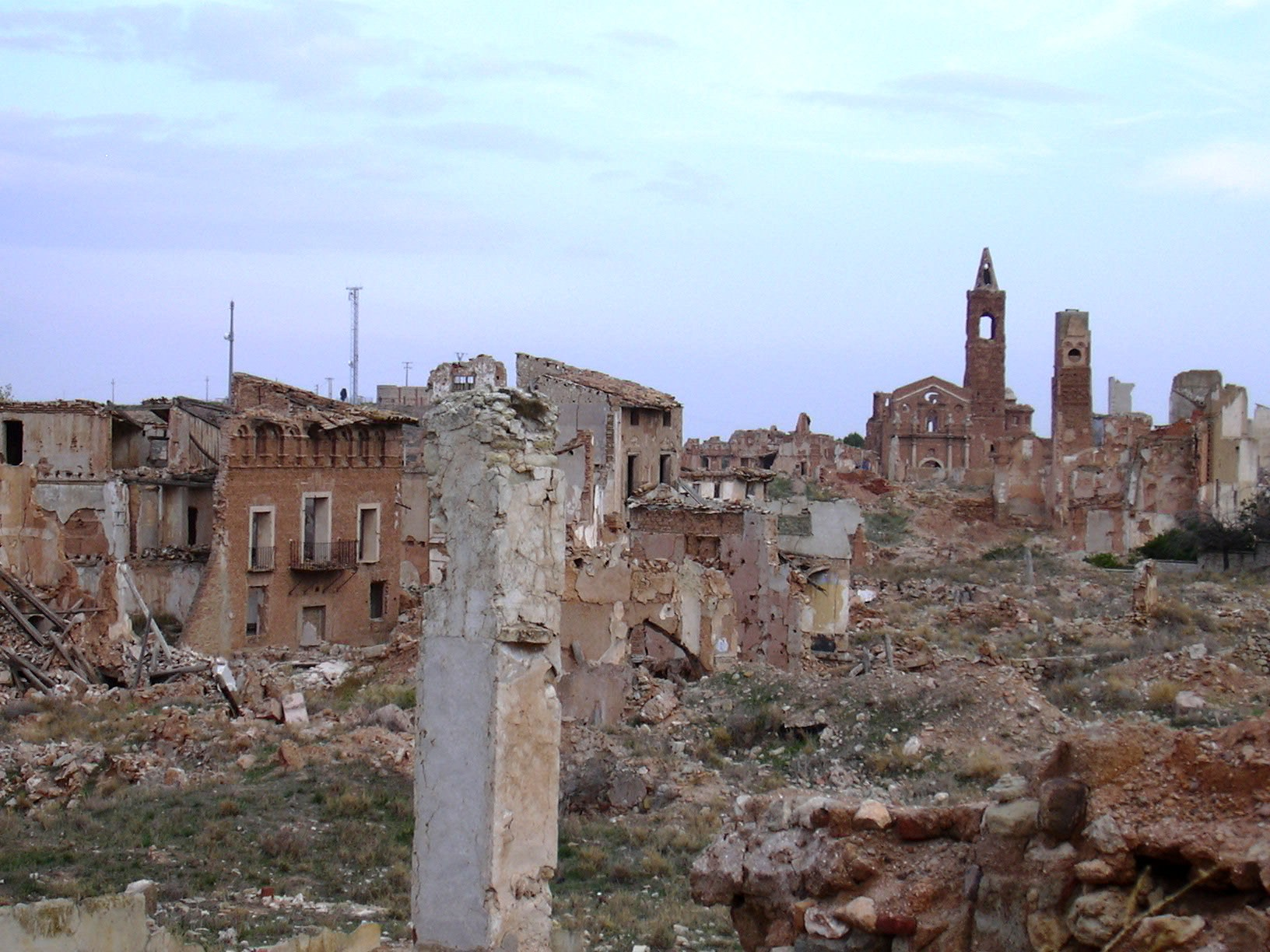
Tras el asalto republicano en el verano de 1937, el pueblo de Belchite quedó completamente en ruinas y no fue reconstruido. Cuando el Ejército Franquista atacó en 1938, el frente republicano fue roto con total facilidad.

## Primera Fase: Comienzo del ataque

### Ruptura del frente en Belchite
El ataque se vio precedido de un poderoso bombardeo artillero y aéreo. A las 6.30, tres cuerpos de ejército rebeldes atacaron las líneas republicanas en una franja comprendida entre el río Ebro y la población de Vivel del Río. El frente se rompió por varios puntos, aunque los republicanos tardaron un tiempo en considerarlo un ataque importante. Las tropas republicanas de primera línea carecían de experiencia de combate y, para empeorar la situación, tampoco disponían de fusiles y municiones en cantidad. Al norte del ataque se encontraba el Cuerpo de Ejército Marroquí de Yagüe, apoyado en sus movimientos por la Legión Cóndor y 47 baterías de artillería. Los marroquíes avanzaron por la margen derecha del Ebro, aplastando toda resistencia organizada de los republicanos. El General Solchaga dirigió el ataque franquista a Belchite (Batalla de Belchite). Las defensas de la localidad, que habían sido diseñadas por un agente del servicio secreto soviético, cayeron fácilmente ante las tropas sublevadas. El 10 de marzo, los navarros de Solchaga entraban en la devastada localidad de Belchite, siendo las tropas británicas, norteamericanas y canadienses de la XV Brigada Internacional las últimas en abandonar las ruinas del pueblo que tanto costó tomar el verano anterior. El veterano comandante norteamericano Robert Hale Merriman, jefe del Estado Mayor de la XV Brigada, murió en la retirada.
Los italianos del Corpo Truppe Volontarie, por su parte, atacaron la población de Rudilla, topándose con una fuerte resistencia inicial por parte de los defensores republicanos. Finalmente las Flechas Negras consiguieron acabar con la resistencia y conquistaron la localidad. En Roma el ministro de Asuntos exteriores italiano, Conde Ciano, se vanagloriaba del éxito y anotó en su diario: «Avanzamos a una gran velocidad».

### Retirada republicana
El 13 de marzo el General Aranda tuvo que librar duros combates previo paso para conquistar Montalbán, pero la resistencia republicana apenas si había comenzado cuando se produjo una desbandada general en este sector. A lo largo de todo el frente, las fuerzas republicanas debieron retirarse y una gran parte del ejército prácticamente huyó ante la superioridad de esta ataque, con lo que la retirada comenzó a convertirse en una grave derrota. Por si fuera poco, el sentimiento anticomunista que se estaba apoderando del Ejército Popular Republicano ayudó a propagar la desmoralización, pues en plena batalla los comandantes republicanos del Partido Comunista no cesaban de acusarse entre ellos de todos los fracasos y decisiones equivocadas en el terreno militar, al punto que los líderes comunistas André Marty y Enrique Líster se atacaban mutuamente acusándose entre sí por la culpabilidad en la derrota. Para rechazar toda responsabilidad por el desastre bélico, Líster decidió entonces ejecutar a cualquiera de sus comandantes subalternos que tomara la decisión de retroceder. El jefe de Estado Mayor republicano, el general Vicente Rojo, instaló en Caspe su centro de operaciones, congregando en esta villa a las Brigadas Internacionales.

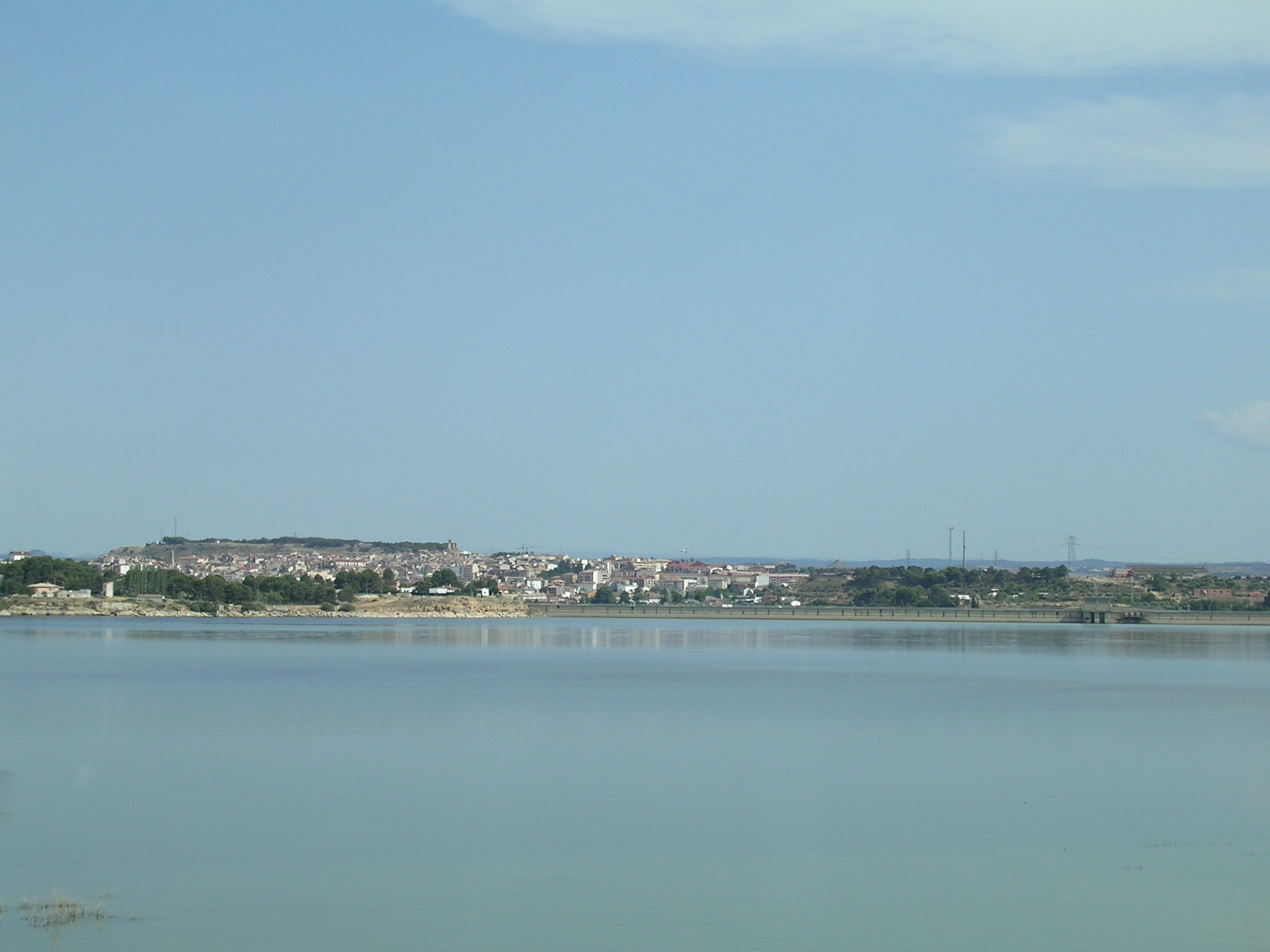
Vista de Caspe desde el Mar de Aragón. El intento republicano de defender Caspe se saldó con un rotundo fracaso.

Los italianos se aproximaban a Alcañiz, donde se congregaron algunas unidades del Ejército Popular para resistir. Los bombarderos Heinkel 111 y los Savoia 79 atacaban las posiciones republicanas mientras los Messerschmitt 109 y los Chirris hostigaban su retirada. Finalmente cayó Alcañiz, donde se hicieron innumerables prisioneros y los mandos de división quedaron cercados; La toma de Alcañiz hizo que la desbandada republicana fuera total. El General Walter, comandante de la 35.ª División Internacional, estuvo a punto de ser hecho prisionero. Lo cierto es que incluso aquellas unidades que lograban resistir eficazmente debían retirarse por el hundimiento de todo el frente defensivo republicano. El nuevo fracaso de los interbrigadistas provocó que André Marty, Inspector general de las Brigadas, acudiera al Frente de Aragón y celebrase una reunión con los comandantes en la que reorganizaron algunos mandos. El 15 de marzo tres divisiones franquistas (la 13.ª de Barrón, la 150.ª de Muñoz Grandes y la 5.ª de Bautista Sánchez) alcanzaron los suburbios de Caspe, y al día siguiente rodearon la localidad por sus flancos, comenzando la batalla por su conquista.
Al anochecer del día 17 la villa aragonesa cayó tras dos días de duros combates, en el curso de los cuales las Brigadas Internacionales, especialmente la XV, habían destacado por su gran arrojo. Para entonces los ejércitos franquistas se encontraban cerca del Mar de Aragón y el Ebro, a 110 km de su punto de partida. Esta primera ofensiva había penetrado profundamente en la retaguardia republicana, creando un saliente que iba desde Belchite a Caspe, y Alcañiz.

## Segunda Fase: Desastre republicano

### El Frente de Aragón se derrumba
Las unidades franquistas se detuvieron junto los ríos Ebro y Guadalope para reorganizarse. Pero el 22 de marzo se reanudó la ofensiva en la zona norte del frente, contra las líneas republicanas situadas entre Zaragoza y Huesca, ocupadas por los republicanos desde agosto de 1936: en un solo día cayeron todas aquellas célebres fortificaciones. Los generales Solchaga y Moscardó lanzaron varios ataques consecutivos en un frente de 130 km. Finalmente, el sitio sobre Huesca fue levantado y la ciudad quedó liberada del asedio republicano, pero no fue el único éxito de aquel día: las importantes poblaciones de Tardienta y Alcubierre fueron conquistadas en un solo golpe táctico. Al día siguiente, desde el sur, Yagüe cruzó el Ebro y conquistó Pina de Ebro. Las aldeas en el este de Aragón que habían experimentado la revolución social fueron tomadas en pocos días por los franquistas, transformando a muchos de sus habitantes en refugiados que huían de las posibles represalias. En esta parte de la ofensiva, las poblaciones de Barbastro, Bujaraloz y Sariñena también sucumbieron. El 25 de marzo, las tropas de Yagüe ocuparon Fraga y desde allí entraron en Cataluña tras haber cruzado el Ebro. Yagüe ordenó de inmediato atacar la ciudad siguiente, Lérida, pero El Campesino y su 46.ª División lograron detener el avance franquista por una semana, concediendo a los republicanos la ocasión de organizar su retirada y evacuar el valioso equipo militar.

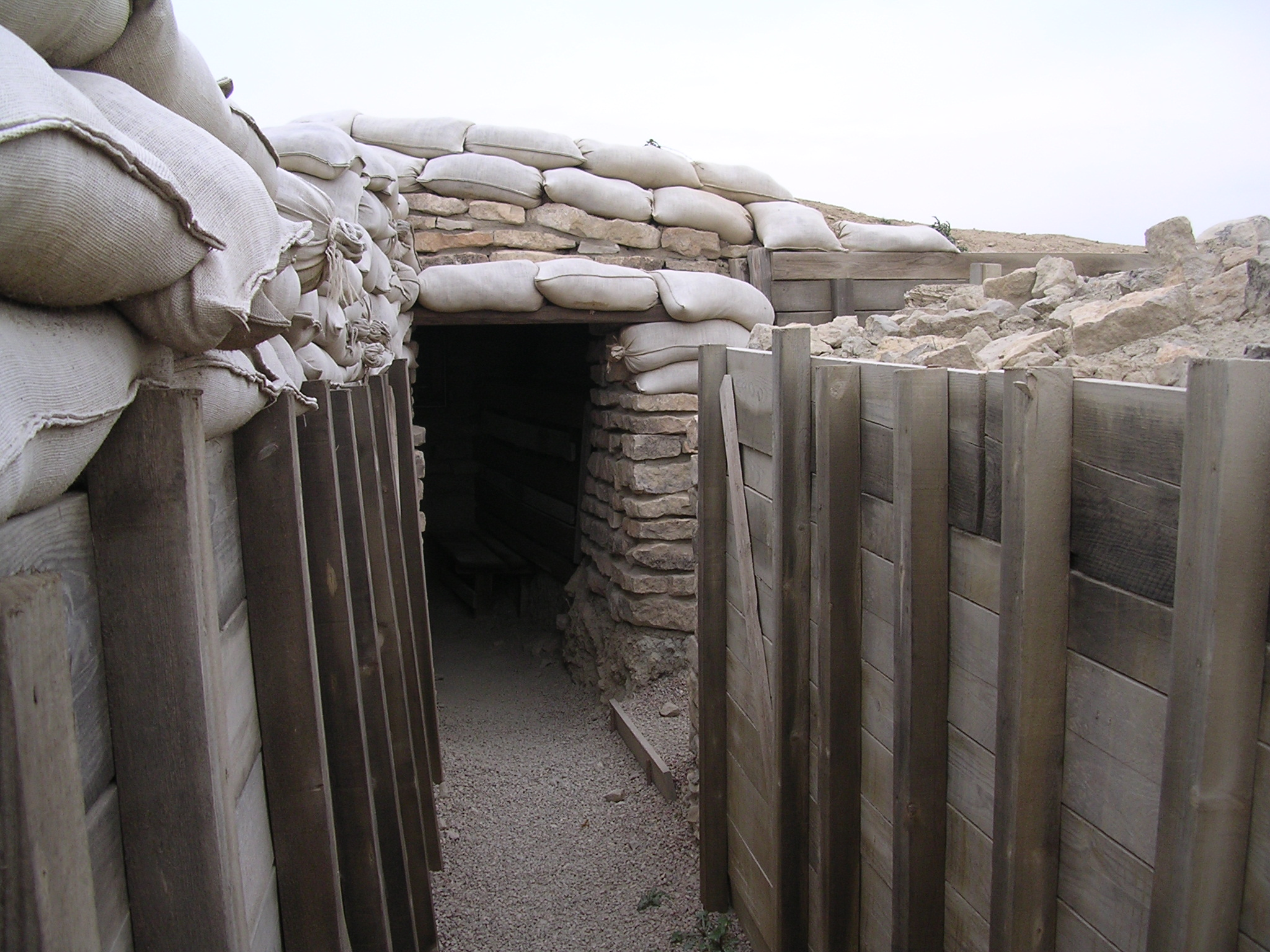
Reconstrucción del sistema de trincheras en Alcubierre.

Las tropas del general Solchaga, por su parte, tomaban Barbastro y acorralaron a la 43.ª División republicana de El Esquinazau en la llamada Bolsa de Bielsa, donde 7000 soldados republicanos combatieron tenazmente; la cercanía de los Pirineos dificultaba el avance rápido y apoyaba a la defensa republicana. Pero en el sur, los sublevados avanzaron fácilmente a través del Maestrazgo, debido a lo que la 45 División Republicana catalogó cómo "retirada estratégica" que capitaneaba la CXXIX Brigada Internacional cuyo objetivo era adentrar y retener unidades franquistas para lograr un frente establecido en la sierra de Javalambre, lográndose sobre todo en los sectores de Mora de Rubielos y Linares de Mora. Para agravar la situación, en plena batalla las diferentes facciones políticas en el Ejército Popular se acusaban mutuamente de traición e incompetencia. André Marty, encargado máximo de las Brigadas Internacionales, no pudo evitar las enormes bajas sufridas por éstas mientras se dedicaba a buscar culpabilidades entre sus subordinados, ordenando la ejecución de oficiales de manera arbitraria y muchas veces delante de sus propios hombres; ante estos hechos la moral estaba hundida y no se sabía hasta donde llegaría la derrota republicana. A finales de marzo, el General Pozas fue destituido de su mando del Ejército del Este y sustituido por el teniente coronel Juan Perea Capulino, un militar de simpatías anarquistas que había demostrado una gran capacidad militar. Numerosos cambios de mando tuvieron lugar entre oficiales de otras unidades republicanas del Frente de Aragón, pero en muchas ocasiones estos cambios no consiguieron evitar la cascada de derrotas que venía sufriendo el Ejército Popular de la República.
La potencia aérea ayudaba a decidir a esta campaña. Los llanos de Aragón proporcionaron al Bando sublevado sencillos campos de aterrizaje, permitiendo un rápido apoyo aéreo para las tropas en el frente sin cubrir largas distancias. La aviación de los sublevados fue decisiva para hacer retroceder a las tropas republicanas, forzándolas a abandonar sus posiciones una tras otra, atacando las columnas en retirada, y venciendo en el aire a la aviación republicana, que quedó completamente superada por el peso abrumador de lo sublevados. Los alemanes y los soviéticos aprendieron lecciones valiosas sobre el uso de aviones de combate en operaciones de apoyo a la infantería.

### Los franquistas entran en Cataluña

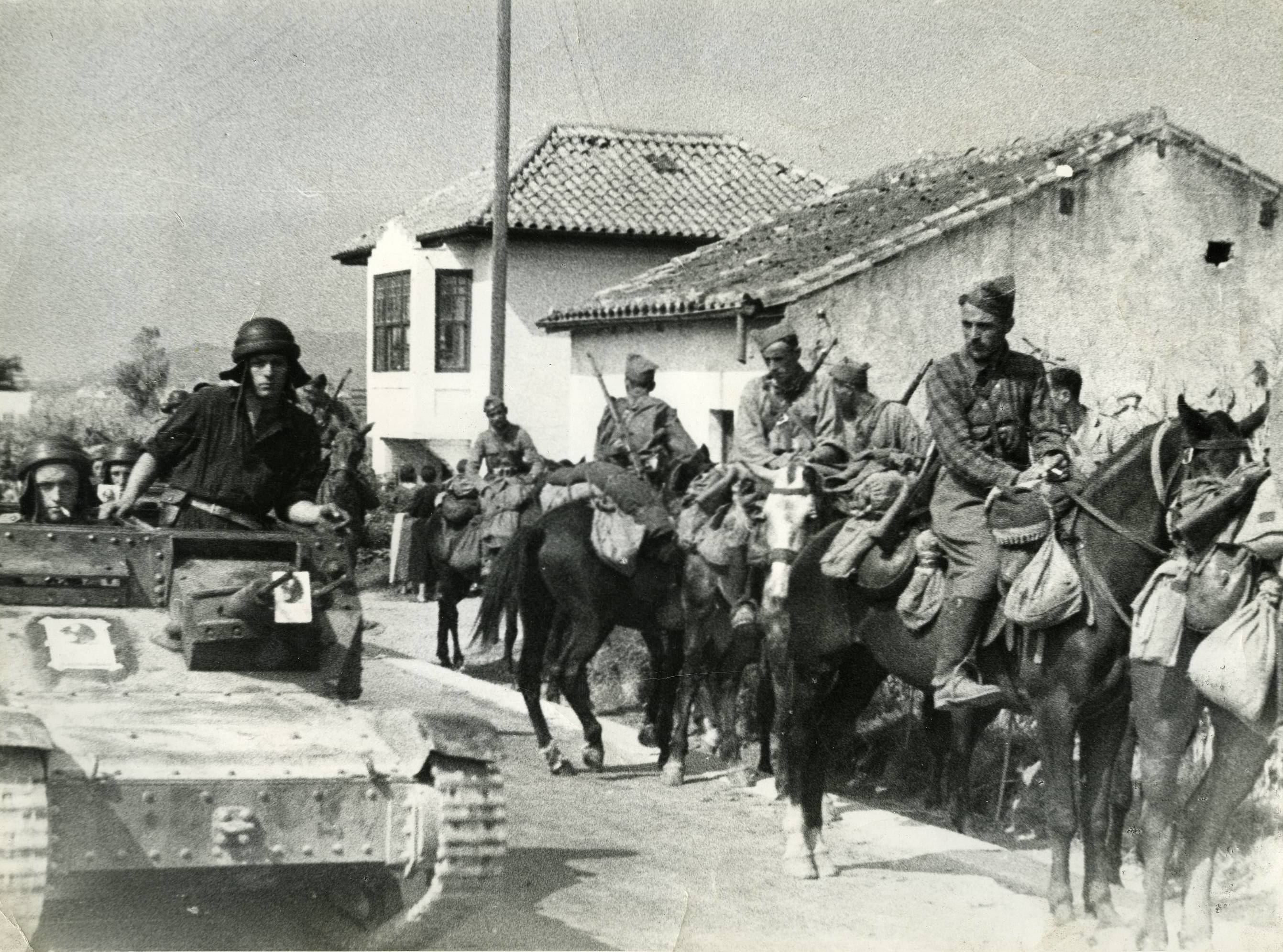
Tanquetas y caballería del bando sublevado en un pueblo próximo a Tortosa.

El día 3 de abril las tropas de Yagüe aseguraban el control de Lérida. Gandesa también fue ocupada el mismo día, tomando prisioneros a unos 140 soldados estadounidenses y británicos de la XV Brigada Internacional. En el norte, el avance franquista continuó y el día 8 de abril los rebeldes conquistaron Balaguer, Camarasa y Tremp, con lo cual las plantas hidroeléctricas que abastecían a Barcelona cayeron en manos de los rebeldes; Las industrias barcelonesas vieron severamente disminuida su producción. No obstante, Líster y su 11.ª División lograron detener a los italianos del Corpo di Truppe Volontarie en la desembocadura del río Ebro, a la altura de Tortosa, impidiendo cualquier tentativa de cruzar el Ebro.
Por otro lado, a la llegada a la ribera del río Segre, el avance franquista no pasó más allá del río, a excepción de pequeñas acciones locales y algunas cabezas de puente que se establecieron en Serós, Lérida o Balaguer. A pesar de que Lérida había caído, la extraordinaria resistencia de El Campesino y su 46.ª División fue fundamental para la evacuación de material y hombres a la orilla opuesta del Segre. Más al norte, el avance por los Pirineos se vio en graves dificultades ante una decidida resistencia de las tropas republicanas, sobre todo las de la Bolsa de Bielsa. A pesar de todo, Viella y el Valle de Arán fueron ocupados, aunque ese fue el límite del avance franquista en las zonas más septentrionales.

## Bombardeos en la retaguardia republicana durante la Ofensiva
El inicio de la ofensiva de Aragón fue acompañado de intensísimos bombardeos de las redes de comunicación (estaciones de ferrocarril, nudos de carreteras, puentes, puertos) y de las poblaciones de la retaguardia republicana en Cataluña y Valencia, por parte fundamentalmente de la Aviación Legionaria italiana con base en Mallorca. Así fueron atacadas Barcelona (los días 3, 4, 5 y 6 de marzo, causando 25 muertos), Badalona (una vez), Gavá (en la fábrica Roca murieron varios obreros), Mataró (cinco muertos), Tarragona (trece veces, causando numerosas víctimas mortales y heridos), Reus (10 veces), Tortosa (14 veces), Amposta (tres veces, con seis muertos), Valencia, Castellón (5 veces), Benicarló (4 veces), Vinaroz (2 veces), Almazora, Burriana (dos veces), Villareal, Torreblanca, Sagunto (4 veces) y Alicante. El 7 de marzo también fue atacada Cartagena, probablemente como represalia por el hundimiento del crucero Baleares (hubo 38 muertos y 40 heridos). Asimismo antes de iniciarse la ofensiva fueron bombardeadas algunas localidades de Aragón como Alcañiz, un ataque que fue especialmente duro ya que causó más de 200 muertos en su mayoría población civil, entre ellos varios niños de una escuela junto con su maestra. Según un testigo "la aviación franquista se ensañó con la población civil de forma criminal, ya que no satisfechos con las bombas, ametrallaron al personal que estaba trabajando por las huertas o iba por los caminos y carreteras". Y durante el avance fueron bombardeadas Sariñena, Fraga (donde murieron 50 personas), Albalate de Cinca y Monzón, y los pueblos leridanos de Mollerusa, Alcarrás, Borjas Blancas (20 muertos), Tárrega, Agramunt, Artesa de Segre y otras, que en total causaron unos 50 muertos y numerosos heridos. Pero sobre todo fue la propia Lérida la que sufrió el bombardeo más terrible el 27 de marzo de 1938 a cargo de Heinkel He 111 de la Legión Cóndor con el objetivo de minar su resistencia cuando las tropas sublevadas ya se encontraban a unos 30 kilómetros. Durante dos horas la ciudad fue machacada y los resultados fueron terribles. De hecho cuando los rebeldes entraron en la ciudad se llevaron los tomos del registro civil donde estaban consignados los muertos por los bombardeos, no sólo de ese día sino los de 7 de noviembre de 1937. Sin embargo no pudieron evitar que en la "Memoria de la Casa de Lérida" de los jesuitas se dijera lo siguiente:

Pero toda resistencia quedó rota ya el mismo día 27, domingo de tristes recuerdos para Lérida. Después de comer, unos 30 aparatos de bombardeo, con entero dominio del aire y sin ser hostilizados, se dedicaron a machacar la ciudad por espacio de dos horas. Los efectos fueron terribles; se habla de 400 bajas; sólo en las cercanías de nuestra casa, a la vista se pueden contar ocho edificios destruidos, en algunos de los cuales murieron familias enteras. (...) Quedan todavía muchos sin desenterrar porque es un suicidio acercarse a los edificios destruidos con vigas colgantes que se sostienen como de milagro.

Pero los más brutales fueron los bombardeos aéreos de Barcelona en marzo de 1938 que fueron ordenados por el dictador fascista italiano Benito Mussolini sin consultar con el Generalísmo Franco, aunque no era la primera vez que las fuerzas italianas actuaban sin contar con la autorización expresa de los militares sublevados. La orden del ataque la recibió el general jefe de la Aviación Legionaria en Baleares, en la noche del 16 de marzo, en la que se le decía Iniziare da stanotte azione violenta su Barcelona con martellamento diluito nel tempo (Iniciar desde esta noche acción violenta sobre Barcelona con un martilleo espaciado en el tiempo). Como dejó constancia en su diario el conde Galeazzo Ciano, ministro de asuntos exteriores de la Italia fascista y yerno del Duce, el objetivo era abatir "la moral de los rojos, mientras las tropas avanzan en Aragón". La idea de "machacar" Barcelona poco a poco (martellamento diluito nel tempo) fue la estrategia que utilizaron los aviones italianos, algo completamente nuevo pues en vez de concentrar todas las bombas en un lugar y en un momento determinados, los bombardeos de Barcelona "se organizaron en cadena ininterrumpida, de modo que los sistemas de alarma y de aviso de la población quedaron trastocados, y cuando sonaban las sirenas ya no se sabía si anunciaba el fin de una incursión o el comienzo de otra".
El 16 de abril comenzó la llamada "operación Neptuno" destinada a bombardear los puertos de Cartagena y de Almería por donde entraba el material de la URSS que recibía la República. Corrió a cargo de los 40 Heinkel He 111 de la Legión Cóndor, cuatro de cuyos aparatos fueron alcanzados por las defensas antiaéreas y sufrieron graves daños mientras que un quinto fue derribado y cayó al mar. Los daños que ocasionaron sobre la ciudad de Cartagena fueron cuantiosos y el número de víctimas no se conoce (mientras que la base naval apenas fue afectada gracias a las defensas antiaéreas).

## Tercera Fase: División de la zona republicana
Ante la acelerada derrota del Ejército Popular Republicano, las tropas franquistas habrían podido conquistar fácilmente Barcelona y toda Cataluña, pero Franco tomó una decisión sorprendente para sus propios generales: ordenó avanzar hacia la costa y a continuación atacar Valencia. Esta decisión fue considerada un error estratégico debido a la lejanía del objetivo elegido, mientras que Barcelona era un objetivo mucho más cercano y vulnerable, pero, según Hugh Thomas, Franco tenía informes de inteligencia según los cuales un avance del Ejército Franquista por Cataluña podría causar una intervención armada de Francia; en consecuencia Franco ordenó que el ataque continuase hacia el mar. Paul Preston achaca la decisión de Franco de no avanzar hacia Barcelona a una razón diferente: Franco quería la rendición incondicional del enemigo y la aniquilación total, pero gradual, de la República. «Una ofensiva sobre Cataluña, donde se ubicaban los restos de la industria bélica de la República, habría precipitado el fin de la guerra; pero Franco no tenía ningún interés en la caída abrupta de las fuerzas republicanas, que habría dejado aún a cientos de miles de enemigos armados en el centro y el sur de España. Tampoco quería volverse sobre Madrid, puesto que una debacle rápida en la capital habría dejado a su vez numerosas fuerzas republicanas en Cataluña y el sudeste. Ambas opciones hubieran desembocado en un armisticio, que habría supuesto hacer concesiones a los vencidos. Franco se proponía, como ya había explicado claramente a los italianos, la aniquilación gradual pero absoluta de la República y sus defensores».
El general Juan Yagüe censuró en privado la decisión estratégica de Franco de no continuar el avance hacia Barcelona y por ello le fue retirado temporalmente el mando de sus tropas.
Los republicanos, muy debilitados, no ofrecían una resistencia seria y el día 15 de abril las tropas de la IV División Navarra del general Camilo Alonso Vega entraban en Vinaroz, localidad de la costa del Mediterráneo, cortando definitivamente en dos la zona republicana. Ese mismo día once Savoia-Marchetti S.M.79 bombardearon intensamente Tortosa para destruir los puentes del río Ebro y cortar así la retirada del ejército republicano. El día 19 los sublevados ya habían ocupado 32 km de la costa mediterránea casi sin hallar resistencia. Para entonces la ofensiva de Aragón ya estaba prácticamente concluida.

## Consecuencias
En una amplia campaña, todas las defensas republicanas en el Frente de Aragón habían caído en pocos días. Un frente que se había mantenido estable desde el verano de 1936 ahora, en unas pocas semanas, se había derrumbado y había avanzado mucho más allá de lo que hubieran podido imaginar ambos bandos. Los republicanos se hallaban en la peor de las situaciones posibles, con su territorio dividido en dos áreas. Las derrotas republicanas en el frente aragonés también provocaron una grave crisis en el Gobierno republicano (presidido por Juan Negrín), que supuso la salida de Indalecio Prieto como Ministro de Defensa Nacional y una crisis interna de gobierno. Negrín hubo formar un nuevo gabinete de Concentración, incluyendo incluso a los anarquistas de la CNT. La serie de victorias que comenzaron con la Batalla de Teruel inspiró gran confianza en la zona sublevada, cuyos líderes pensaron que tras la llegada al Mediterráneo la guerra casi estaba ganada. Mientras se desarrollaba la nueva ofensiva de Valencia, Francia había abierto de nuevo la frontera española, y se remitió a la zona republicana la ayuda militar que había sido comprada en el extranjero y que se acumulaba en territorio francés debido al embargo de armas. Esto retardó el avance de los sublevados y la defensa republicana se hizo más firme.
Las pérdidas republicanas habían sido importantes, con numerosos muertos, más de 25.000 prisioneros y más de 100 piezas de artillería perdidas. La derrota había llevado además a la disolución, recreación o una profunda reestructuración de tres Cuerpos de ejército (XX, XII y XVIII), siete divisiones (24.ª, 31.ª, 41.ª, 42.ª, 47.ª, 68.ª y 72.ª) y nueve brigadas mixtas (56.ª, 59.ª, 60.ª, 61.ª, 84.ª, 95.ª, 128.ª, 210.ª y 224.ª).
Aunque el ejército republicano había sido literalmente barrido de la zona, quedando sus restantes efectivos muy mermados en hombres y material, habían logrado detener el avance de los ejércitos franquistas en las orillas de los ríos Segre y el Ebro y las cordilleras del Maestrazgo. Ahora que Francia había vuelto a abrir su frontera, el material bélico de la URSS volvía a entrar en la España republicana, la posibilidad de rearmarse volvía a ser una realidad. El empecinamiento de Franco por la Ofensiva en el Levante llevó a su mejores tropas a quedar empantanadas en un lento avance contra un enemigo que se había reforzado tanto en equipamiento como en moral. No obstante, sus éxitos en Aragón sí constituyeron una garantía y la Segunda República Española nunca se recuperaría de este golpe.